# Силап Инуа
В эскимосской мифологии Силап Инуа, или Силла — основная составляющая всего, что существует, подобно мане или эфиру; также это дыхание жизни и способ любого передвижения или изменения. Сила управляет всем, что происходит в жизни.
Силла — божество неба, ветра и погоды. Хотя оно имеет род, — мужской, — оно никогда не изображается, потому что не имеет формы. Есть очень небольшое количество мифов, в которых участвует Силла, потому что у него почти нет индивидуальных характеристик. Он представляет также понятие, в чём-то схожее с индуистским параматманом или эмерсоновской великой сверх-душой: Силла также является материей, из которой сделаны души. Вопреки христианским миссионерам, определившим как главное божество эскимосов Нанука, духа белых медведей, Силла гораздо ближе к этой роли. При этом Силла имеет и зловредную сторону: известно, что во время игры он может выманить ребёнка в тундру, и его никогда больше не увидят.

## История
Согласно интерпретации антропологов, Силла — одно из старейших эскимосских божеств, однако недавно (в последнее тысячелетие) он был вытеснен Седной и Матерью карибу, когда подчинённые этим богиням животные стали главной пищей эскимосов. Обоснованием вывода о древности веры в Силлу является широкая распространённость этого божества.